# Elatostema cupreoviride
Elatostema cupreoviride är en nässelväxtart som beskrevs av Rechinger. Elatostema cupreoviride ingår i släktet Elatostema och familjen nässelväxter. Inga underarter finns listade i Catalogue of Life.